# Залізничний провулок (Мелітополь)
Залізничний провулок — провулок в Мелітополі в історичному районі Новий Мелітополь. Йде паралельно залізниці від Малинової вулиці до Польової вулиці. Забудований приватними будинками з парної сторони.

## Історія
Перша відома згадка провулка датується 20 грудня 1946 року.